# Zvonko Zinrajh
Zvonko Zinrajh, slovenski pravnik, varstvoslovec in politik, * 17. maj 1954, Maribor.
Med 1. novembrom 2005 in 15. oktobrom 2008 je bil državni sekretar Republike Slovenije na Ministrstvu za notranje zadeve Republike Slovenije.